# Linda bei Neustadt an der Orla
Linda bei Neustadt an der Orla település Németországban, azon belül Türingiában. Lakosainak száma 376 fő (2017. december 31.).

## Népesség
A település népességének változása:

| 2014 | 388 |
| 2017 | 376 |